# Can Rocosa
|  | Per a altres significats, vegeu «Can Rocosa (Sant Iscle de Vallalta)». |

Can Rocosa és un mas al nucli de Canet de Mar (el Maresme) protegit com a Bé Cultural d'Interès Local. Aquesta masia del segle xvii va ser de la família de Lluís Domènech i Montaner. Actualment forma part de la Casa-museu Domènech i Montaner.
L'edifici presenta totes les característiques típiques d'un mas: la teulada es a dues aigües laterals, estructura de l'edifici a un eix central marcat per la porta principal. Aquesta és un portal de punt rodó, de tretze dovelles. Les finestres són petites i de granit buixardat de llinda recta amb brancals i ampit de pedra. A la façana principal s'observa un rellotge solar i a sota un mosaic de grans dimensions. La distribució interior deriva de la típica disposició estructural en tres crugies amb l'escala situada al fons de la central. Al davant del mas hi havia un jardí amb arbres centenaris tot i que avui dia només queden dues palmeres.